# Suhindol
Suhindol (búlgaro:Сухиндол) é uma cidade da Bulgária, localizada no distrito de Veliko Tarnovo. A sua população era de 2,146 habitantes segundo o censo de 2010.

## População
| Suhindol | Suhindol | Suhindol | Suhindol | Suhindol | Suhindol | Suhindol | Suhindol | Suhindol | Suhindol | Suhindol | Suhindol | Suhindol | Suhindol | Suhindol | Suhindol | Suhindol | Suhindol | Suhindol | Suhindol |
| --- | -------- | -------- | -------- | -------- | -------- | -------- | -------- | -------- | -------- | -------- | -------- | -------- | -------- | -------- | -------- | -------- | -------- | -------- | -------- |
| Ano | 1887     | 1910     | 1934     | 1946     | 1956     | 1965     | 1975     | 1985     | 1992     | 2001     | 2002     | 2003     | 2004     | 2005     | 2006     | 2007     | 2008     | 2009     | 2010     |
| População |          |          |          | …        | …        | 3,693    | 3,437    | 2,733    | 2,601    | 2,515    | 2,446    | 2,434    | 2,371    | 2,311    | 2,283    | 2,252    | 2,246    | 2,196    | 2,146    |
| Fontes: Instituto Nacional de Estatísticas, „citypopulation.de“, „pop-stat.mashke.org“, Bulgarian Academy of Sciences |          |          |          |          |          |          |          |          |          |          |          |          |          |          |          |          |          |          |          |